# Gekisai Dai Ichi
Gekisai Dai Ichi è un kata di karate, maggiormente noto nello stile del Gōjū-ryū.

## Caratteristiche nello stile Gōjū-ryū
Gekisai Dai Ichi è il settimo kata di karate  dello stile Gōjū-ryū ed il primo dei kata intermedi .
Questo kata è stato creato dal fondatore del Goju-Ryu, Chojun Myagi e significa "distruggere (gekisai) numero (dai) uno (ichi)".

## Tecniche del kata nello stile Gōjū-ryū
Le posizioni di questo kata sono il Sanchin Dachi, il Shiko Dachi 90°, Heiko Dachi, Zenkutsu Dachi e Musubi Dachi.
Le tecniche sono Jodan Uke, Seiken/Gyaku Tsuki, Gedan Uke, Chudan Uke, Mae Geri, Mae Hiji Hate, Urauchi Tsuki, Shito Uchi, Kake Uke, Morote Tsuki.